# Tomás Nido
Tomás Nido (né le 12 avril 1994 à Guaynabo, Porto Rico) est un receveur des Mets de New York de la Ligue majeure de baseball.

## Carrière
Tomás Nido étudie et joue au baseball à l'école secondaire à Maitland (Floride), aux États-Unis, et il est choisi par les Mets de New York au 8e tour de sélection du repêchage amateur de 2012.
En juillet 2017, Nido joue avec l'équipe « Monde » lors du match des étoiles du futur à Miami.
Tomás Nido fait ses débuts dans le baseball majeur le 13 septembre 2017 avec les Mets de New York face aux Cubs de Chicago. À son second match, le 14 septembre, il réussit son premier coup sûr dans les majeures comme frappeur suppléant opposé au lanceur Félix Peña des Cubs.